# Atletica leggera ai Giochi della XXXII Olimpiade - Salto in alto maschile

Video integrale della Finale

Ai Giochi della XXXII Olimpiade la competizione del Salto in alto maschile si è svolta dal 30 luglio al 1º agosto 2021 presso lo Stadio nazionale di Tokyo.
In seguito ad un pareggio inaspettato a 2,37 m tra l'italiano Gianmarco Tamberi ed il qatariota Mutaz Essa Barshim, gli atleti hanno accettato di condividere la medaglia d'oro, raro caso nella storia delle Olimpiadi. In caso di mancato accordo, i due atleti avrebbero dovuto ripetere il salto nello spareggio.

## Presenze ed assenze dei campioni in carica
| Competizione         | Atleta                         | Prestazione | Tokyo 2020 |
| -------------------- | ------------------------------ | ----------- | ---------- |
| Olimpiadi 2016       | Derek Drouin                   | 2,38 m      | Assente    |
| Commonwealth 2018    | Brandon Starc                  | 2,32 m      | Presente   |
| Europei 2018         | Mateusz Przybylko              | 2,35 m      | Presente   |
| Panamericani 2019    | Luis Enrique Zayas             | 2,30 m      | Presente   |
| Mondiali 2019        | Mutaz Essa Barshim             | 2,37 m      | Presente   |
|                      |                                |             |            |
| Mondiali junior 2018 | Adónios Mérlos Roberto Vílches | 2,23 m      | Non selez. |

Graduatoria mondiale
In base alla classifica della Federazione mondiale, i migliori atleti iscritti alla gara erano i seguenti:
| Pos. | Atleta             | Punti | Note |
| ---- | ------------------ | ----- | ---- |
| 1    | Il'ja Ivanjuk      | 1392  |      |
| 2    | Maksim Nedasekaŭ   | 1385  |      |
| 3    | Mutaz Essa Barshim | 1378  |      |

## La gara
In qualificazione il campione europeo in carica Mateusz Przybylko ha una controprestazione. È  l'unico tra gli atleti maggiormente accreditati a rimanere fuori dalla finale.

Maksim Nedasekaŭ, il campione europeo indoor, fa un errore al primo salto (2,19). Tutti gli altri pretendenti al titolo non falliscono. Non ci sono sorprese a 2,24 e a 2,27.
A 2,30 Ivanjuk sbaglia il primo salto. Alla misura successiva Brandon Starc deve ricorrere al terzo salto, mentre  Ivanjuk è eliminato. Dai 2,33 la successione è di due cm in due cm.

2,35: Barshim, Tamberi, Starc e il giovane coreano Woo Sang-hyeok centrano la misura alla prima prova.  Nedasekaŭ sbaglia e si riserva i due salti rimanenti alla misura successiva.

2,37:  Barshim e Tamberi vanno su alla prima prova; Nedasekaŭ non fallisce. Sbagliano Starc e Woo. Entrambi decidono di salire alla misura successiva.

2,39: tentano questa misura in 6. Non era mai successo. Di solito a quest'altezza le gare sono già terminate. A Rio, per esempio, la gara era terminata a 2,38 con tre concorrenti rimasti. Durante la stagione agonistica nessuno è arrivato a questa misura. I 2,39 si rivelano anche a Tokyo un'altezza insuperabile per tutti.
A questo punto i giudici stilano la classifica. In tre hanno saltato 2,37 metri. Nedasekaŭ ha commesso due errori, mentre Barshim e Tamberi hanno fatto percorso netto. 
Barshim e Tamberi decidono di comune accordo di non disputare i salti di spareggio. La medaglia d'oro, quindi, va ad entrambi.
Brandon Starc ha eguagliato la miglior misura mai raggiunta (2,35) da un atleta classificatosi al quinto posto in gare mondiali. Il giovane statunitense JuVaughn Harrison ha saltato la miglior misura per il settimo posto.

## Risultati

### Qualificazioni
Si qualificano alla finale gli atleti che superano l'asticella posta a 2,30 m (Q) o i migliori 12 atleti (q).
| Pos. | Gruppo | Atleta             | Nazionalità   | 2,17 m | 2,21 m | 2,25 m | 2,28 m | Risultato | Note |
| ---- | ------ | ------------------ | ------------- | ------ | ------ | ------ | ------ | --------- | ---- |
| 1    | B      | Michail Akimenko   | ROC           | o      | o      | o      | o      | 2,28 m    | q    |
| 1    | A      | Mutaz Essa Barshim | Qatar         | –      | o      | o      | o      | 2,28 m    | q    |
| 1    | A      | Django Lovett      | Canada        | o      | o      | o      | o      | 2,28 m    | q    |
| 4    | B      | JuVaughn Harrison  | Stati Uniti   | o      | o      | xo     | o      | 2,28 m    | q    |
| 4    | A      | Hamish Kerr        | Nuova Zelanda | o      | o      | xo     | o      | 2,28 m    | q    |
| 4    | B      | Brandon Starc      | Australia     | o      | o      | xo     | o      | 2,28 m    | q    |
| 4    | B      | Naoto Tobe         | Giappone      | o      | xo     | o      | o      | 2,28 m    | q    |
| 8    | A      | Shelby McEwen      | Stati Uniti   | xo     | xxo    | o      | o      | 2,28 m    | q    |
| 9    | A      | Gianmarco Tamberi  | Italia        | o      | o      | o      | xo     | 2,28 m    | q    |
| 9    | B      | Woo Sang-hyeok     | Corea del Sud | o      | o      | o      | xo     | 2,28 m    | q    |
| 11   | A      | Il'ja Ivanjuk      | ROC           | o      | o      | xo     | xo     | 2,28 m    | q    |
| 12   | B      | Maksim Nedasekaŭ   | Bielorussia   | o      | o      | xxo    | xo     | 2,28 m    | q    |
| 13   | A      | Tom Gale           | Gran Bretagna | o      | o      | xo     | xxo    | 2,28 m    | q    |
| 14   | B      | Michael Mason      | Canada        | o      | o      | o      | xxx    | 2,25 m    |      |
| 14   | A      | Dzmitryj Nabokaŭ   | Bielorussia   | o      | o      | o      | xxx    | 2,25 m    |      |
| 14   | A      | Andrij Procenko    | Ucraina       | o      | o      | o      | xxx    | 2,25 m    |      |
| 17   | A      | Takashi Etō        | Giappone      | o      | o      | xxx    |        | 2,21 m    |      |
| 17   | A      | Wang Yu            | Cina          | o      | o      | xxx    |        | 2,21 m    |      |
| 19   | B      | Majd Eddin Ghazal  | Siria         | xo     | xo     | xxx    |        | 2,21 m    |      |
| 19   | B      | Edgar Rivera       | Messico       | xo     | xo     | xxx    |        | 2,21 m    |      |
| 21   | A      | Fernando Ferreira  | Brasile       | o      | xxo    | xxx    |        | 2,21 m    |      |
| 21   | B      | Thiago Moura       | Brasile       | o      | xxo    | xxx    |        | 2,21 m    |      |
| 23   | B      | Loïc Gasch         | Svizzera      | xo     | xxo    | xxx    |        | 2,21 m    |      |
| 23   | B      | Mateusz Przybylko  | Germania      | xo     | xxo    | xxx    |        | 2,21 m    |      |
| 25   | A      | Donald Thomas      | Bahamas       | xxo    | xxo    | xxx    |        | 2,21 m    |      |
| 26   | A      | Adrijus Glebauskas | Lituania      | o      | xxx    |        |        | 2,17 m    |      |
| 26   | B      | Tihomir Ivanov     | Bulgaria      | o      | xxx    |        |        | 2,17 m    |      |
| 26   | B      | Stefano Sottile    | Italia        | o      | xxr    |        |        | 2,17 m    |      |
| 26   | A      | Luis Zayas         | Cuba          | o      | xxx    |        |        | 2,17 m    |      |
| 30   | A      | Mathieu Sawe       | Kenya         | xo     | xxx    |        |        | 2,17 m    |      |
| 30   | B      | Darryl Sullivan    | Stati Uniti   | xo     | xxx    |        |        | 2,17 m    |      |
| 32   | B      | Jamal Wilson       | Bahamas       | xxo    | xxx    |        |        | 2,17 m    |      |
| 33   | A      | Lee Hup Wei        | Malaysia      | xxx    |        |        |        | nm        |      |

### Finale

Video ufficiale della Finale

Intervista a Gianmarco Tamberi

| Pos.   | Atleta             | Nazionalità   | 2,19 m | 2,24 m | 2,27 m | 2,30 m | 2,33 m | 2,35 m | 2,37 m | 2,39 m | Risultato | Note                                     |
| ------ | ------------------ | ------------- | ------ | ------ | ------ | ------ | ------ | ------ | ------ | ------ | --------- | ---------------------------------------- |
| Oro    | Gianmarco Tamberi  | Italia        | o      | o      | o      | o      | o      | o      | o      | xxx    | 2,37 m    | Miglior prestazione personale stagionale |
| Oro    | Mutaz Essa Barshim | Qatar         | -      | o      | o      | o      | o      | o      | o      | xxx    | 2,37 m    | Miglior prestazione personale stagionale |
| Bronzo | Maksim Nedasekaŭ   | Bielorussia   | xo     | o      | o      | o      | o      | x-     | o      | xxx    | 2,37 m    | Record nazionale                         |
| 4      | Woo Sang-hyeok     | Corea del Sud | o      | o      | o      | o      | xo     | o      | x-     | xx     | 2,35 m    | Record nazionale                         |
| 5      | Brandon Starc      | Australia     | o      | o      | o      | o      | xxo    | o      | x-     | xx     | 2,35 m    | Miglior prestazione personale stagionale |
| 6      | Michail Akimenko   | ROC           | o      | o      | o      | xo     | xo     | xx-    | x      |        | 2,33 m    | Miglior prestazione personale stagionale |
| 7      | JuVaughn Harrison  | Stati Uniti   | o      | o      | xxo    | xo     | xo     | -      | x-     | xx     | 2,33 m    |                                          |
| 8      | Django Lovett      | Canada        | o      | o      | o      | o      | xxx    |        |        |        | 2,30 m    |                                          |
| 9      | Il'ja Ivanjuk      | ROC           | o      | o      | o      | xo     | xxx    |        |        |        | 2,30 m    |                                          |
| 10     | Hamish Kerr        | Nuova Zelanda | o      | o      | xxo    | xxo    | xxx    |        |        |        | 2,30 m    |                                          |
| 11     | Tom Gale           | Gran Bretagna | o      | o      | o      | xxx    |        |        |        |        | 2,27 m    |                                          |
| 12     | Shelby McEwen      | Stati Uniti   | o      | xxo    | o      | xxx    |        |        |        |        | 2,27 m    |                                          |
| 13     | Naoto Tobe         | Giappone      | xo     | o      | xxx    |        |        |        |        |        | 2,24 m    |                                          |